# Jernbanegaloppen
Jernbanegaloppen eller Københavns Jernbanedampgalop är ett musikstycke för orkester komponerat av Hans Christian Lumbye. Det skrevs till invigningen av nuvarande Danmarks första järnvägslinje mellan Köpenhamn och Roskilde 26 juni 1847 och spelades första gången på Tivoli i Köpenhamn 29 juni.
Det fyra minuter långa musikstycket, som skildrar en tågresa, börjar med ett romantiskt stråkparti och fortsätter med bland annat tågvisslor och ljud som liknar ett ånglok som accelererar och drar tåget fram till slutstationen där det stannar. Stycket har bland annat spelats under "resorna" i det svenska TV-programmet På spåret.
Jernbanegaloppen och två andra galopper ingår i Danmarks kulturkanon.